# Мамед Іскендеров
Мамед Абдул огли Іскендеров (4 (17) грудня 1915, село Ейвазлар, Шушинський повіт, Єлизаветпольська губернія, Російська імперія — 28 травня 1985, Баку, Азербайджанська РСР) — радянський партійний і державний діяч, голова Ради Міністрів Азербайджанської РСР (1959—1961), голова Президії Верховної Ради Азербайджанської РСР (1961—1969). Кандидат у члени ЦК КПРС у 1961—1966 роках. Член Центральної Ревізійної Комісії КПРС у 1966—1971 роках. Депутат Верховної Ради СРСР 4—7-го скликань. Кандидат геолого-мінералогічних наук (1946), доктор геолого-мінералогічних наук (1956), професор.

## Біографія
Народився в бідній селянській родині. Етнічний курд. Був офіційно зареєстрований як «азербайджанець», оскільки керівництво Азербайджанської РСР (за сприяння офіційної Москви) проводило політику примусової асиміляції корінних народів Азербайджану, зокрема курдів, серед іншого, реєструючи представників цих національностей у документах як «азербайджанців».
У 1929 році закінчив школу. З 1929 по 1932 рік навчався в Азербайджанському педагогічному технікумі імені Сабіра в місті Баку.
У 1932—1935 роках — учитель середньої школи у Зангеланському районі Азербайджанської РСР.
У 1935—1940 роках — студент Азербайджанського індустріального інституту. У 1938 році вступив до комсомолу. У 1940 році закінчив Азербайджанський індустріальний інститут за фахом інженер-геолог.
З 1940 року — інженер-геолог 1-го промислу тресту «Молотовнафта» Азербайджанської РСР.
З 1941 по 1943 рік служив у Червоній армії, брав участь в обороні Кавказу під час німецько-радянської війни.
Член ВКП(б) з 1943 року.
У 1943—1945 роках — геолог 5-го промислу, парторг ЦК ВКП(б) 6-го промислу тресту «Молотовнафта» («Азізбековнафта») міста Баку Азербайджанської РСР. Навчався в аспірантурі Академії наук Азербайджанської РСР.
У 1945—1947 роках — заступник секретаря Бакинського міського комітету КП(б) Азербайджану з нафти.
У 1947—1948 роках — перший секретар Ленінського районного комітету КП(б) Азербайджану міста Баку.
У 1948—1949 роках — заступник міністра державного контролю Азербайджанської РСР.
У 1949—1951 роках — керуючий тресту «Орджонікідзенафта», у 1951—1953 роках — керуючий тресту «Леніннафта» Міністерства нафтової промисловості Азербайджанської РСР у місті Баку.
У 1953 році — головний інженер — перший заступник начальника об'єднання «Азнафта».
У грудні 1953 — лютому 1954 року — перший секретар Бакинського міського комітету КП Азербайджану.
У лютому 1954 — липні 1959 роках — секретар ЦК Комуністичної партії Азербайджану.
10 липня 1959 — 29 грудня 1961 року — голова Ради міністрів Азербайджанської РСР.
29 грудня 1961 — 25 грудня 1969 року — голова президії Верховної ради Азербайджанської РСР.
З грудня 1969 по 1971 рік — директор, з 1971 по 1974 рік — начальник лабораторії Інституту проблем глибинних нафтогазових родовищ Академії наук Азербайджанської РСР.
З квітня 1974 року — персональний пенсіонер союзного значення.

## Нагороди
Нагороджений трьома орденами Леніна (1948,).